# Тіньовий мозок
«Тіньовий мозок» (англ. Shadowmind) — оригінальний роман, написаний Крістофером Булісом і заснований на багатосерійоному британському науково-фантастичному телесеріалі «Доктор Хто». Має номер 16 у «Нових пригодах», в романі представлені Сьомий Доктор, Ейс та Берніс. Прелюдія до роману, також написаного Булісом, з'явилася в журналі «Доктор Хто» № 202.

## Відгуки
У 1994 році оглядач журналу «Сайн фікшнз кроніклз» Дон Д'Аммасса оцінив роман як «цікаву історію».